# Werner Kausch
Werner Kausch (* 2. März 1924 in Oberhausen; † 8. Mai 1993 in Kassel) war ein deutscher informeller Maler.

## Leben
Werner Kausch wuchs in Oberhausen auf. Anschließend lebte er in Hannover. 1948 bis 1952 studierte er Malerei in Hannover und 1952 bis 1954 an der
École des Beaux-Arts und an der Académie Ranson in Paris. 1959 nahm er an der Sonderausstellung der Kunsthalle Bremen teil. 1973 wurde er Hochschullehrer für Malerei an der Gesamthochschule Kassel, Fachbereich Kunst und gründete in Kassel das Studio Kausch.  1975 stellte er Rolf Gerner und 1987 Siglinde Kallnbach aus.

## Ausstellungen
- 1958 München 1869/1958, Aufbruch zur modernen Kunst, Haus der Kunst, München
- 1959 Sonderausstellung der Kunsthalle Bremen
- 1968 Einzelausstellung Galerie Contrast, Gent Belgiën, curator Roger D’Hondt

## Werke in Museen
- Neue Galerie, Kassel

## Schüler
- Susanne Schenda